# Andreas Albrecht (Musiker)
Andreas Albrecht (* 1968 in Berlin) ist ein deutscher Musiker und Produzent.

## Musiker
Seit den 1980er Jahren spielt Andreas Albrecht Schlagzeug. Später zusätzlich Klavier, Keyboards und Gesang. Seither war er als Musiker, Komponist und Texter mit unter anderem Manfred Maurenbrecher, der russischen Volksmusikband Apparatschik (Band), Puls, FloBêr und Solo-am-Klavier unterwegs.

## Produzent
Seit 1997 arbeitet Andreas Albrecht als Produzent, u. a. zusammen mit Manfred Maurenbrecher als Produzent, Co-Autor und Musiker.
Entstandene Produktionen sind z. B. Lieblingsspiele (1997), Weisse Glut (1999), Gegengift (2002), Ende der Nacht (2004), Glück (2007), Hoffnung für Alle (2009), Maurenbrecher für alle (2010) oder wallbreaker (2011).
2001 gründete er sein eigenes Label silberblick-musik.
Produktionen und Veröffentlichungen, waren u. a. Kabarett-CD Mittwochsfazit (2001), Jerewan, Apparatschik, Mittwochsfazit, Di Chuzpenics, Klezcore, Schikker wi lot, Ferio Bacu, Deeq, Reformbühne Heim und Welt, Kill2dress, Maurenbrecher, Brauseboys, Heiko Werning, Frühschoppen, Murat Topal, Stephan Bauer, Wine, Nils Heinrich.

## Auszeichnungen
- 1998: Pro 7 Nachwuchs-Preis, Münchner Filmfest 1998 für "Anja Bine und der Totengräber"
- 2012: Nominiert für den Preis der deutschen Schallplattenkritik

## Tonträger
- 1996 als Sänger von Puls: "Puls-EP"
- 1999 als Sänger von Puls: "Schlafen"
- 2001 als Sänger von Puls: "Wunderbar"
- 2006: CD "schönes ich"
- 2012: CD "TAGEBUCHt"
- 2014: CD "Sterne****"
- 2017: CD "weniger"
- 2017: CD "TEIL EINS"
- 2019: CD "Albrecht, Andreas"
- 2023: CD "Nach aussen, nach innen"